# Elektrociepłownia Kraków

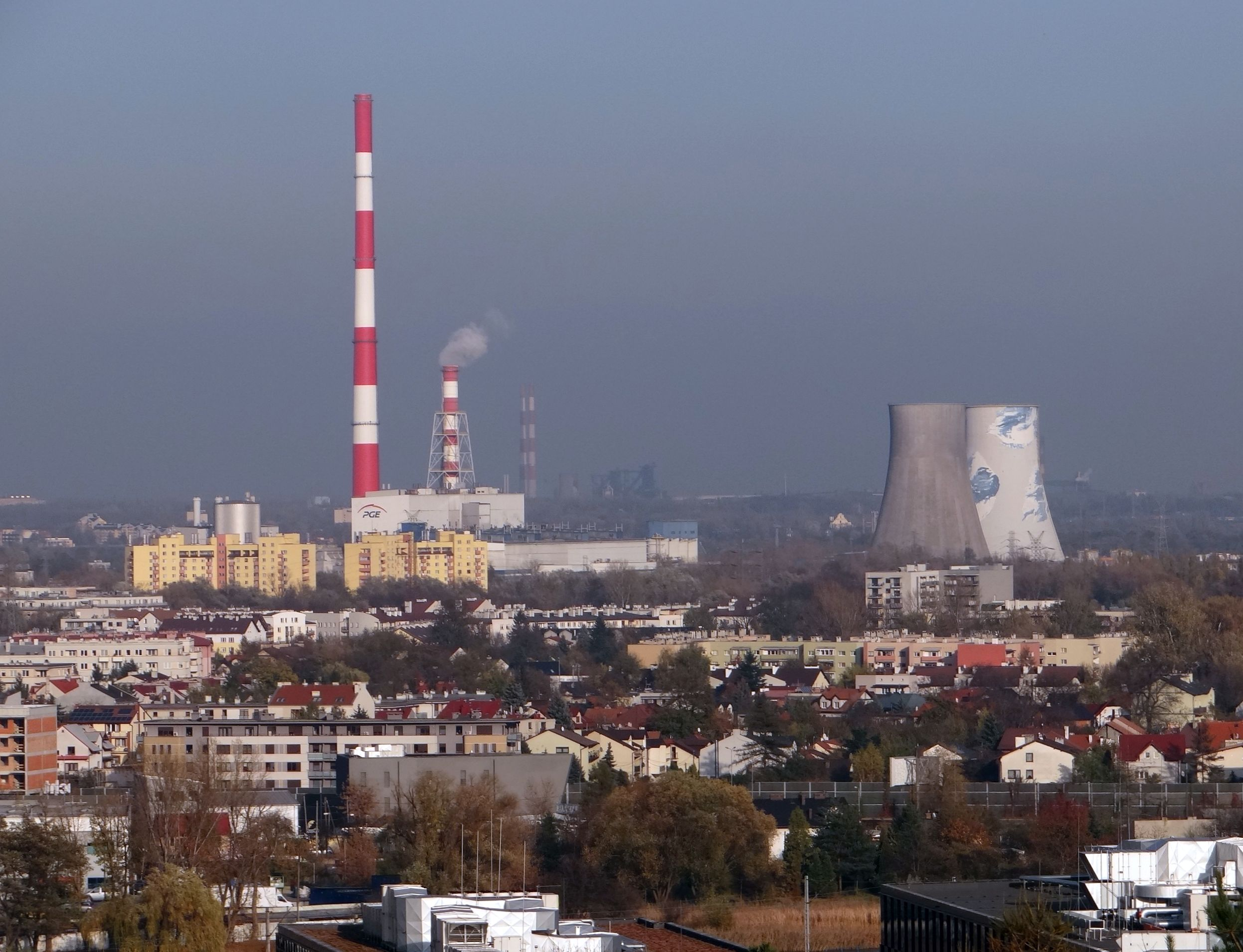
Widok z Kopca Krakusa

Elektrociepłownia Kraków – elektrociepłownia opalana węglem kamiennym w Krakowie, w Łęgu, przy ul. Ciepłowniczej 1. Budowa została rozpoczęta w 1968 i ukończona w 1986. Moc elektryczna wynosi 460 MW, a cieplna 1547 MW. Na charakterystycznych kominach elektrociepłowni (o wysokości 120 m oraz 260 m – najwyższa budowla Krakowa) zainstalowane są anteny nadawcze.

## Historia
- 1963 – decyzja o budowie elektrociepłowni dla zaspokojenia rosnących potrzeb i rozwoju Krakowa;
- 1968 – rozpoczęcie budowy elektrociepłowni;
- 1970 – uruchomienie pierwszego kotła wodnego nr 1;
- 1 stycznia 1971 – Elektrociepłownia Kraków-Łęg w budowie została połączona z Elektrownią Wodną Dąbie, Elektrownią Wodną Przewóz i Elektrownią Dajwór (później ciepłownią) w Zespół Elektrociepłowni Kraków;
- 1977 – otwarcie pierwszego bloku ciepłowniczego;
- grudzień 1986 – zakończono budowę i elektrociepłownia osiągnęła zainstalowaną moc elektryczną 460 MW i cieplną 1547 MW;
- 1 stycznia 1989 – utworzenie przedsiębiorstwa państwowego Elektrociepłownia Kraków-Łęg;
- 13 lutego 1992 – powstanie spółki Elektrociepłownia Kraków S.A.;
- 29 maja 1998 – zamknięcie transakcji sprzedaży akcji elektrociepłowni, 55% akcji kupiło Konsorcjum EDF International i Finelex BV (spółki Électricité de France);
- 20 stycznia 2004 – pożar w elektrociepłowni (patrz niżej);
- maj 2013 – połączenie spółek Elektrownia Rybnik, EDF Polska i Elektrociepłownia Kraków w EDF Polska O nr 1 w Krakowie;
- styczeń 2015 – zakończonie budowy trzeciego, 120-metrowego komina;[4]
- 16 września 2016 – rozpoczęcie rozbiórki 226-metrowego komina (drugiego pod względem wysokości);[5][6]
- 2016 – rozpoczęcie negocjacji z EDF w sprawie odkupienia przez polskie firmy energetyczne elektrociepłowni[7] (ostateczna umowa miała zostać podpisana 26 lipca 2017 z Polską Grupą Energetyczną (PGE)[8]);
- lipiec 2019 – rozpoczęcie gruntownego remontu komina H-260 po prawie 50-letniej eksploatacji[9].

## Dane techniczne
Moc cieplna zainstalowana w kotłach energetycznych, produkujących parę dla skojarzonego wytwarzania energii elektrycznej i ciepła wynosi 1224 MW, moc elektryczna generatorów – 460 MW oraz cieplna kotłów wodnych – 780 MW.

## Wypadki i awarie
20 stycznia 2004 roku w południe w elektrociepłowni zapalił się główny zbiornik oleju. W następstwie pożaru doszło do wybuchu wodoru, który zniszczył dach. Nad elektrociepłownią pojawiła się chmura czarnego dymu, widoczna z oddalonych o kilkanaście kilometrów wzgórz Pogórza Wielickiego. Do akcji zaangażowano 25 zastępów straży pożarnej, łącznie około 70 ludzi. Pierwsze jednostki były na miejscu pożaru po kilkunastu minutach, po dwóch godzinach udało się ugasić ogień. Przez około 4 godziny część Krakowa była pozbawiona ogrzewania. Bezpośrednią przyczyną awarii był wyciek oleju z układu turbinowego w bloku 2. W wypadku nikt nie ucierpiał.